# 한반도미래당
한반도미래당(韓半島未來黨)은 대한민국의 우익 민족주의 정당이다. 본부는 서울특별시 서초구에 있다.
2016년 3월 21일 유엔 세계재활기구(UNWRO: United Nations World Rehabilitation Organization) 창설을 적극 주장했던 김정선에 의해 한반도미래연합이라는 이름으로 창당되었다. 박근혜 대통령 탄핵에 대해서는 박근혜 대통령에 대한 탄핵 기각을 주장했다.
김정선은 2017년에 실시된 대한민국 제19대 대통령 선거에서 한반도미래연합 후보로 출마하여 기호 13번을 부여받았다. 그렇지만 선거 공보물을 제출하지 못해 후보 등록이 무효화되는 것을 피하기 위해 2017년 4월 20일에 중앙선거관리위원회에 사퇴서를 제출했고, 다음 날인 4월 21일에 사퇴 처리되었다.
2018년 제7회 전국동시지방선거 이후 4년간 어떠한 선거에도 참여하지 않아 정당 등록이 취소되었다.
이후 이듬해인 2023년 12월 20일에 한반도미래당이라는 이름으로 재창당되었다.

## 주요 선거 결과

### 대통령 선거
| 연도   | 선거 | 후보자 | 득표 | 득표율      | 결과 | 당락 |
| ------ | ---- | ------ | ---- | ----------- | ---- | ---- |
| 2017년 | 19대 | 김정선 | -    | \| \| 0% \| | -    | 사퇴 |
|        | 0%   |        |      |             |      |      |